# Global Fund
Der Globale Fonds zur Bekämpfung von AIDS, Tuberkulose und Malaria (englisch The Global Fund to Fight AIDS, Tuberculosis and Malaria, kurz GFATM) mit Sitz in Genf, Schweiz, ist ein Finanzierungsinstrument zur Bekämpfung der drei großen Infektionskrankheiten AIDS, Tuberkulose und Malaria. Der weltweit in mehr als 100 Ländern tätige Fonds ist eines der wichtigsten Instrumente zur Bekämpfung dieser Krankheiten.

## Geschichte
Der Fonds wurde im Jahr 2002 gegründet, nachdem sich die G8-Staaten auf ihrem Treffen in Genua 2001  darauf verständigt hatten, die Finanzierung des weltweiten Kampfes gegen die drei schweren Infektionskrankheiten AIDS, Tuberkulose und Malaria zu verstärken. Schon ein Jahr zuvor forderte der ehemalige UN-Generalsekretär Kofi Annan die Einrichtung eines solchen Fonds.
Der Fonds dient der Finanzierung nationaler Maßnahmen gegen die drei Krankheiten einschließlich der Stärkung von Gesundheitssystemen. Er fördert zudem die Eigenverantwortung der Regierungen, die Mitwirkung der Zivilgesellschaft und des privaten Sektors sowie wirkungs- und genderorientierte Maßnahmen gegen Aids, Tuberkulose und Malaria.
Der ehemalige Leiter des US-AIDS-Programms PEPFAR (President’s Emergency Plan for AIDS Relief), Mark Dybul, wurde im Jahre 2012 zum Leiter des Globalen Fonds gewählt. Er hatte dieses Amt bis Mai 2017 inne. Mark Dybul gilt in Fachkreisen als Visionär im Bereich globaler Gesundheit und hatte maßgeblich an der Gründung und Durchführung des Notfallplans des US-Präsidenten für AIDS-Bekämpfung (PEPFAR) beigetragen. Als Arzt mit dem Schwerpunkt Immunologie wurde er als Mediziner, Wissenschaftler und strategisch denkender Verwalter zum ausgewiesenen HIV- und AIDS-Experten. Nach dem Abschied von Mark Dybul leitete Marijke Wijnroks vorübergehend die Organisation. Seit März 2018 ist Peter Sands Direktor des GFATM.

## Finanzierung
Die Organisation hat bisher (Stand: Ende 2018) Mittel in Höhe von 39,6 Milliarden US-Dollar von Staaten und privaten Geldgebern eingesammelt und damit mehr als 1'000 Programme in 140 Ländern finanziert. Somit stellt der Fonds ein Viertel der weltweiten Mittel zur Bekämpfung von AIDS zur Verfügung. Darüber hinaus kommen auch zwei Drittel aller Gelder zur Bekämpfung von Tuberkulose und drei Viertel aller Gelder zur Bekämpfung von Malaria aus den Mitteln des Fonds.
Die Gelder werden vom Fonds in Dreijahreszyklen eingeworben und damit lokale Projekte entsprechend der Ziele der Organisation gefördert.
Durch ein Sinken der Mittel besteht die Gefahr, dass bisher mit Medikamenten versorgte Patienten in Zukunft vielleicht keine mehr erhalten und sich durch die unterbrochene Therapie Resistenzen bilden könnten. Der Generalsekretär von UNAIDS Michel Sidibé sprach in diesem Zusammenhang 2010 von einem möglichen 'HIV Nightmare'. Auch Tuberkulose stellt ein global wachsendes Gesundheitsrisiko dar, insbesondere durch multiresistente TB (MDR-TB). Der Fonds ist die bedeutendste internationale Finanzierungseinrichtung zur Bekämpfung der MDR-TB.

## Erfolge
Seit der Globale Fonds 2002 ins Leben gerufen wurde, ist er die Hauptfinanzquelle für Programme geworden, die die Bekämpfung von AIDS, Tuberkulose und Malaria zum Ziel haben. Gegenüber 2002 war Ende 2017 die Anzahl der Todesfälle durch AIDS halbiert und die Sterblichkeit durch Tuberkulose um 37 % zurückgegangen. Die Programme, die aus dem Globalen Fonds finanziert werden, haben nach Eigendarstellung bereits 27 Millionen Menschenleben gerettet – im Jahr 2017 durch die Vergabe von Medikamenten zur Behandlung von AIDS für 17,5 Millionen Menschen, von Medikamenten zur Behandlung von Tuberkulose für 5 Millionen Menschen, und durch die Verteilung von 197 Millionen Malarianetzen, die mit Insektiziden behandelt wurden.
| Leistung                                                        | Anzahl         |
| --------------------------------------------------------------- | -------------- |
| Menschen in antiretroviraler Behandlung für HIV                 | 17,5 Millionen |
| HIV-tests durchgeführt                                          | 79,1 Millionen |
| Menschen mit HIV-Prävention Programmen und -leistungen erreicht | 9,4 Millionen  |
| An TB erkrankte Menschen behandelt                              | 5 Millionen    |
| Menschen mit arzneimittelresistenter TB in Behandlung           | 102.000        |
| Moskitonetze verteilt                                           | 197 Millionen  |
| Malaria-Fälle behandelt                                         | 108 Millionen  |

## Probleme
Am 23. Juni 2016 wurde bekannt, dass die durch eine Spende des Global Fund an Äthiopien finanzierte Beschaffung von rund 69 Millionen Kondome im Wert von umgerechnet rund 1,8 Millionen Euro entsorgt werden müssen, da die in Indien gefertigten Präservative erhebliche Qualitätsprobleme aufweisen.

## Deutschland und der Globale Fonds
Als viertgrößter Geber (nach den USA, Frankreich und Großbritannien) leistet Deutschland einen bedeutenden Beitrag zur weltweiten Bekämpfung von AIDS, Tuberkulose und Malaria.
Zudem spielt das Land als Mitglied des Verwaltungsrats eine entscheidende Rolle dabei, den globalen Fonds bei der Umstrukturierung und Straffung von dessen
Betriebsabläufen zu unterstützen, damit die Investitionen der Organisation durchdacht getätigt werden und auf maximale Wirkung ausgerichtet sind.
Außerdem hat der Fonds ein neues Finanzierungsmodell eingeführt. Durch das neue Finanzierungsmodell wird eine stärkere Verantwortung der Länder für Projekte gefördert. Zudem wirkt das neue Finanzierungsmodell als Anreiz für politischen Dialog mit den Programmdurchführungsländern und zielt gleichzeitig auf die Berücksichtigung von Themen der Gleichberechtigung von Männern und Frauen sowie der sexuellen und reproduktiven Gesundheit und von Menschenrechtsbelangen ab. Der Landesdialog als Schlüsselelement des neuen Finanzierungsmodells bietet außerdem neue Chancen für das Engagement aller Partner, auch aus der Zivilgesellschaft und der freien Wirtschaft.
Neben diesen Beiträgen ist Deutschland auch einer der führenden Schirmherren des Programms Debt2Health des Globalen Fonds, das weltweit zu einem erheblichen Anstieg der Förderung von Programmen des Globalen Fonds geführt hat. Im Rahmen dieser Initiative hat Deutschland in Ländern wie Côte d’Ivoire, Indonesien, Pakistan und Ägypten einen Schuldenschnitt vorgenommen.

## Partnerschaften mit deutschen Unternehmen
Die „Innovation Coalition“ wurde im Dezember 2013, im Rahmen der letzten Geberkonferenz des Globalen Fonds, ins Leben gerufene und ist eine multisektorale Partnerschaft privatwirtschaftlicher Unternehmen und Organisationen.